# Trachea hodita
Trachea hodita là một loài bướm đêm trong họ Noctuidae.